# Bursaspor
Bursaspor este un club de fotbal din Bursa, Turcia care a câștigat titlul de campioană a Turciei în 2010. Echipa susține meciurile de acasă pe Stadionul Bursa Atatürk cu o capacitate de 19.000 de locuri.

## Trofee
- Turkcell Süper Lig
  - Campioană (1): 2010
- Cupa Turciei:
  - Câștigătoare (1): 1986
  - Finalistă (3): 1971, 1974, 1992
- Liga a doua:
  - Câștigătoare (2): 1967, 2006

## Foști antrenori
- Samet Aybaba
- Yılmaz Vural
- Bülent Korkmaz
- Engin İpekoğlu
- Nejad Biyedić
- Rasim Kara
- Rașit Çetiner
- Gordon Milne
- Jörg Berger
- Sepp Piontek
- Ion Nunweiller
- Gheorghe Hagi